# Berthe de Souabe (Bourgogne)
Pour les articles homonymes, voir Berthe et Berthe de Souabe.
Berthe de Souabe, dite la Filandière ou la reine fileuse, née vers 907 et morte ap. 2 janvier 961, fut reine consort de Bourgogne à partir de 933, l'épouse du roi Rodolphe II. Après le décès de Rodolphe en 937, elle épousa, peut-être de force, Hugues d'Arles et devient reine d'Italie.

## Biographie
Berthe est la fille du duc Burchard II de Souabe († 926) et de son épouse Regelinda († 958). Son père prit le pouvoir dans le duché de Souabe en 917 ; il était en conflit avec Rodolphe II, en ce temps roi de Haute-Bourgogne, qui avait occupé la ville de Zurich et pénétrait dans la région du lac de Constance. En 919, Burchard parvint à vaincre les troupes de Rodolphe près de Winterthour et à reconquérir Zurich et le Thurgau avec le soutien du nouveau roi Henri Ier de Germanie.
Afin de mettre un point final au différend, Berthe épouse le roi Rodolphe II en 922. Ils auront trois enfants : 
- Burchard de Lyon
- Conrad III dit le Pacifique ;
- Adélaïde de Bourgogne ; veuve en 950 du roi d'Italie, Lothaire d'Arles, elle épouse l'empereur Otton Ier du Saint-Empire.

Berthe, devenue veuve en 937 de Rodolphe II, se remarie — forcée semble-t-il — le 12 décembre 937 avec le roi d'Italie, Hugues d'Arles (v. 880-† 947), fils de Théobald d'Arles, comte d'Arles, à Colombier (aujourd'hui canton de Neuchâtel). Elle résidait essentiellement dans son château, dans ce village, son mari ayant de nombreuses maîtresses et de nombreux bâtards.
Elle fut inhumée quelque part à Payerne, aujourd'hui en Suisse, et sa dépouille fut probablement translatée dans l'abbatiale Notre-Dame par sa fille Adélaïde de Bourgogne qui fonda le monastère vers l'an 1000. En 1817, lors de travaux à l'intérieur de l'abbatiale, on découvrit des ossements dans une tombe, qui furent transférés en grande pompe dans l’église paroissiale, car l'édifice était alors occupé par la prison et la caserne des pompiers. On présuma à l'époque que c'étaient là les restes de la reine Berthe. Le 20 mai 2021, au terme d'importants travaux de rénovation de l'Abbatiale de Payerne, le sarcophage abritant les ossements exhumés en 1817 a été ouvert et soumis à l'examen des scientifiques. Les premières constatations ont permis de déterminer qu'il s'agissait d'un squelette masculin. Le lieu de sépulture de la reine est toujours un mystère.
Elle laissa un très bon souvenir dans la région du Pays de Vaud où elle vécut et où elle fut assimilée à une sainte. Un dicton fait référence au « temps que la reine Berthe filait » pour signifier un temps depuis longtemps révolu. Cette légende relative à une reine Berthe filandière se développe particulièrement au XIXe siècle. Elle reprend un dicton utilisé au nord de l’Italie dès la fin du Moyen Âge qui se réfère en réalité à une autre reine Berthe, épouse de l’empereur Henri IV (1050-1106), qui aurait vécu à Padoue au XIe siècle. L’anecdote apparaît déjà dans un ouvrage du paru à Bâle en 1560.
Son sceau la représente en fait à côté d'un sceptre et non pas d'une quenouille comme on l'a longtemps cru.